# Muxima
Muxima (portugiesisch Muxima [mʊʃˈimɑ]) ist eine Kleinstadt in Angola, nahe der Hauptstadt Luanda. Sie ist Hauptstadt des Landkreises Quiçama, der gelegentlich selbst Muxima genannt wird.
Die Kleinstadt gilt als bedeutendster Wallfahrtsort Angolas, noch vor Libolo. Jedes Jahr am 31. August und 1. September kommen über eine Million Pilger nach Muxima.
Muxima bedeutet in der lokalen Kimbundu-Sprache „Herz“ und ist der Titel eines Volkslieds, das durch die Band Ngola Ritmos berühmt wurde. 

## Geschichte
Der Ort wurde 1599 gegründet. Das bereits 1581 als erste Festungsanlage errichtete und danach ausgebaute Forte de Muxima war Teil einer Befestigungslinie entlang des Cuanza, die die wirtschaftliche und politische Ausdehnung der Portugiesischen Kolonialmacht ins Landesinnere ermöglichen und absichern sollte. Diese Linie von Festungen war insbesondere gegen die vordringenden Niederländer Mitte des 17. Jahrhunderts von Bedeutung. So konnten sich die Bewohner Muximas 1646 in die Festung retten, als der Ort von den Niederländern angegriffen wurde. 1655 wurde die Festung neu errichtet. Im Zusammenhang mit dem Zweiten Weltkrieg waren hier von 1941 bis 1948 Militäreinheiten des neutral gebliebenen Portugal stationiert.
Seit einer mutmaßlichen Marienerscheinung 1833 ist Muxima der bedeutendste katholische Wallfahrtsort in Angola. Jedes Jahr am 31. August und 1. September besuchen etwa eine Million Gläubige den Ort.

## Sehenswürdigkeiten

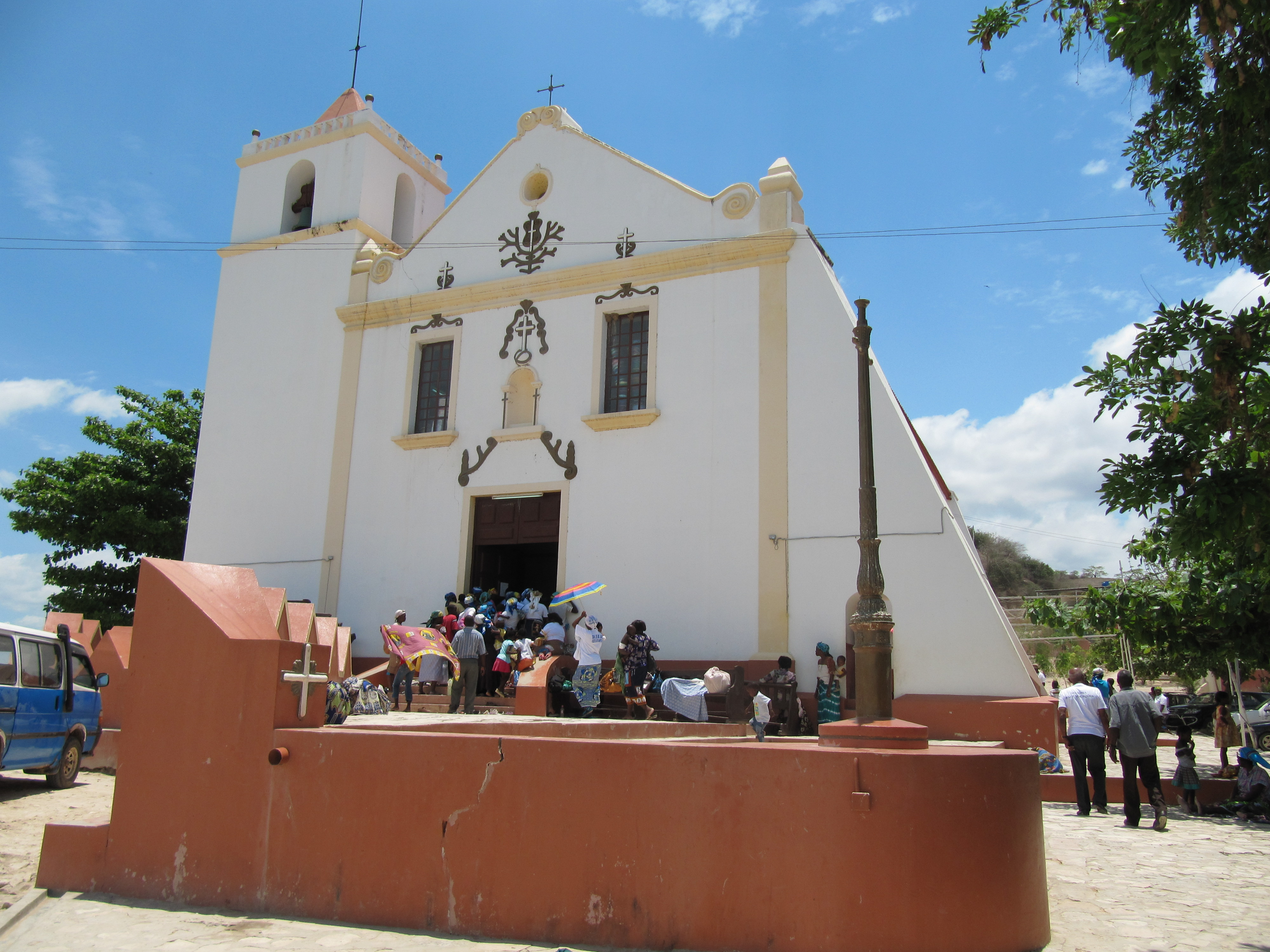
Die Wallfahrtskirche Igreja de Nossa Senhora da Conceição

Muxima ist seit 1833 der bedeutendste Wallfahrtsort Angolas. Ziel der katholischen Wallfahrer ist die Mariendarstellung in der Kirche Igreja de Nossa Senhora da Muxima (auch Igreja de Nossa Senhora da Conceição oder Santuário de Nossa Senhora da Muxima). Das Gotteshaus wurde im 17. Jahrhundert neu errichtet, nach der vermutlichen Zerstörung der um 1599 erbauten ersten Kirche des Ortes durch die Niederländer. 1924 wurde die Kirche unter Denkmalschutz gestellt. Seit 1996 ist die Aufnahme in die UNESCO-Welterbeliste beantragt. Während des Gottesdienstes am Sonntag des 27. Oktober 2013 drangen Anhänger einer christlichen Sekte in die Kirche ein und beschädigten die Marienfigur. Jedoch verhinderte das Eingreifen von Pilgern und der Polizei stärkere Beschädigungen.
Die erstmals 1581 errichtete Festungsanlage Forte de Muxima wurde ebenfalls 1924 unter Denkmalschutz gestellt. 1956 wurde der Denkmalschutz-Status der Anlage erneuert. Nach der Unabhängigkeit Angolas 1975 war das Fort im Verlauf des angolanischen Bürgerkriegs (1975–2002) dem Verfall preisgegeben, bevor es 2008 restauriert wurde. Auch für das Fort von Muxima ist eine Aufnahme als UNESCO-Weltkulturerbe seit 1996 beantragt.
Zudem zählt der historische Ortskern von Muxima als Ganzes zu den staatlich registrierten Baudenkmälern Angolas.
Auch der Nationalpark Kissama liegt im Kreis Quiçama. Er wurde 1957 als erster in Angola als Nationalpark deklariert.

## Verwaltung
Muxima ist Sitz einer gleichnamigen Gemeinde (Comuna) im Kreis (Município) von Quiçama, Provinz Luanda. Die genaue Bevölkerungszahl des Ortes ist unbekannt, Schätzungen liegen um 30.000, jedoch betragen auch die Schätzungen für den gesamten Kreis Quiçama um 30.000. Die Volkszählung 2014 soll fortan gesicherte Bevölkerungsdaten liefern.
Muxima ist die Hauptstadt des Kreises Quiçama. Seit den Änderungen in der Verwaltungsgliederung im Jahr 2011 ist Quiçama ein Kreis (Município) der Provinz Luanda, zuvor war es Teil der Provinz Bengo.